# ウェイクハースト男爵
ウェイクハースト男爵（英: Baron Wakehurst）は、イギリスの貴族、男爵。連合王国貴族爵位。政治家ジェラルド・ローダーが1934年に叙されたことに始まる。
なお、ローダー家の持つ爵位は本爵位以外にない。

## 概要

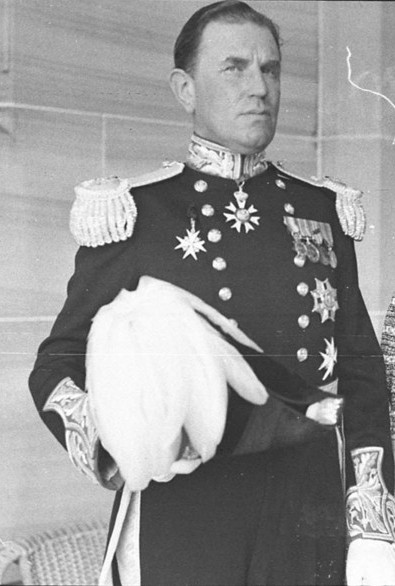
2代男爵ジョン

保守党の政治家ジェラルド・ローダー(1861-1936)はブライトン選挙区選出の庶民院議員を務めた法廷弁護士で、議員退職後はサザン鉄道理事を1934年まで務めた。彼は理事退任直前の1934年6月30日に連合王国貴族としてサセックス州アーディングリーのウェイクハースト男爵（Baron Wakehurst, of Ardingly in the County of Sussex）に叙された。彼ののちは、長男のジョンが爵位を襲った。
2代男爵ジョン(1895-1970)は外交官として活動して、ニューサウスウェールズ州総督や北アイルランド総督職を歴任している。彼は晩年の1962年にガーター勲章を授けられている。
2024年現在、5代男爵ジョン(1977-)が当主を務めている。

### 男爵家の紋章について
初代男爵ジェラルドはセント・オールバンズ公爵家令嬢ルイーズ・ド・ヴィアー・ボークラーク(1869-1958)と結婚したため、2代男爵ジョン以降の男爵家歴代当主は公爵家の血を引いている。そのため男爵家紋章には、ローダー家の紋章に加えて、チャールズ2世の庶子を示すボークラーク家、名門オックスフォード伯爵ド・ヴィアー家の紋章がクォーターリングされる形となっている。

## ウェイクハースト男爵（1934年）

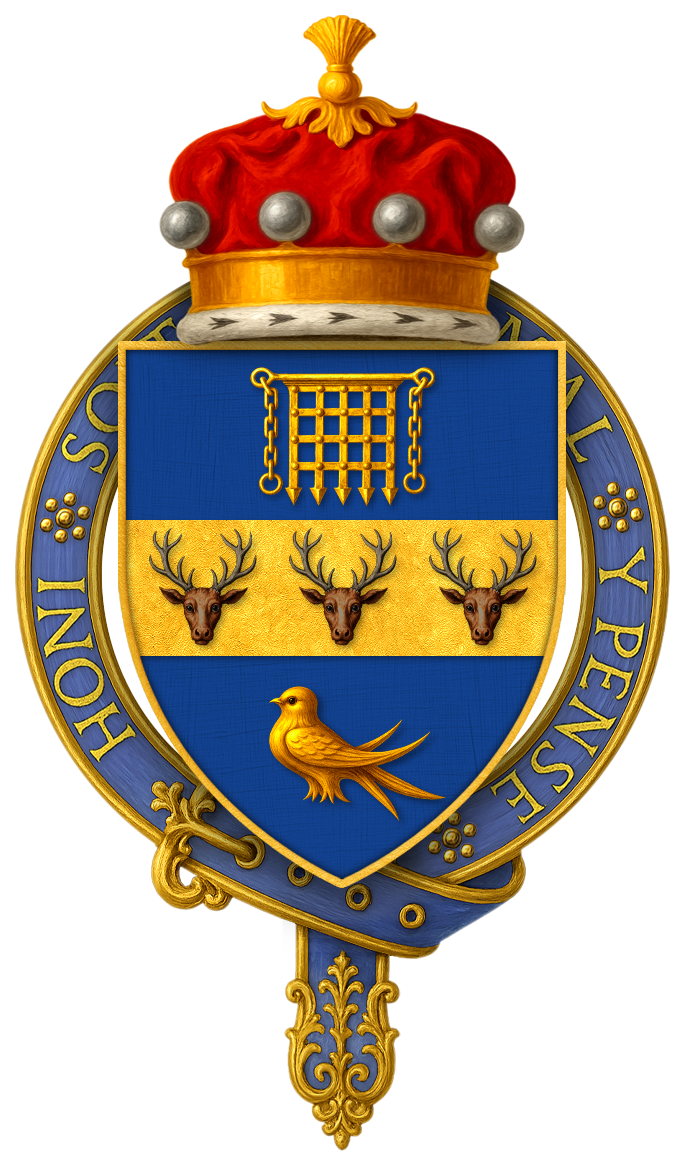
ガーター勲章を叙勲されたことを示す2代男爵の紋章。エスカッシャン部分はローダー家単独の紋章が描かれている。

- 初代ウェイクハースト男爵ジェラルド・ウォルター・アースキン・ローダー（英語版） (1861 - 1936)
- 第2代ウェイクハースト男爵ジョン・ド・ヴィアー・ローダー（英語版） (1895 - 1970)
- 第3代ウェイクハースト男爵ジョン・クリストファー・ローダー（英語版） (1925 - 2022)
- 第4代ウェイクハースト男爵ティモシー・ウォルター・ローダー（1958 - 2024[11]）
- 第5代ウェイクハースト男爵ジョン・ジェームズ・ローダー（1977 - ）

爵位の法定推定相続人は、現当主の弟ニコラス・ローダー閣下（1986-）。